# El Zapotal, Hidalgotitlán
El Zapotal är en ort i Mexiko.   Den ligger i kommunen Hidalgotitlán och delstaten Veracruz, i den sydöstra delen av landet, 500 km öster om huvudstaden Mexico City. El Zapotal ligger 23 meter över havet och antalet invånare är 452.
Terrängen runt El Zapotal är platt. Runt El Zapotal är det ganska glesbefolkat, med 29 invånare per kvadratkilometer. Närmaste större samhälle är Suchilapan del Río, 18,8 km sydväst om El Zapotal. Omgivningarna runt El Zapotal är en mosaik av jordbruksmark och naturlig växtlighet.